# Chronologie du Tchad
Chronologie du Tchad.
- 1891

Entrée de la France au Tchad,.
- 1900

22 avril : Bataille de Kousséri,.
5 septembre : création du territoire militaire des pays et protectorats du Tchad,.
- 1920

17 mars : le Tchad devient une colonie civile.
- 1940

26 août : ralliement du Tchad à la France libre,.
2 décembre : nomination du colonel Leclerc commandant militaire.
- 1958

28 novembre : le Tchad est proclamé république,.
- 1960

11 août : Le Tchad obtient son indépendance.
- 1960

12 août :  François Tombalbaye devient le président du Tchad.
- 1962

19 janvier : dissolution des partis politiques à l'exception du Parti progressiste tchadien, membre du Rassemblement démocratique africain.
- 1966

juin : création du Front de libération nationale du Tchad (Frolinat) qui représenta surtout les nordistes musulmans,.
- 1974: Enlèvement de l'ethnologue française Françoise Claustre par Hissène Habré dans la region du Tibesti. Elle restera en otage jusqu'en 1977[7],[8].

- 1975

13 avril : coup d'État militaire. Le président François Tombalbaye est assassiné et le général Félix Malloum devint président de la république du Tchad
- 1979

12 février : La guerre des Neuf-mois
12 février : Début de la guerre civile. Félix Malloum se retire de la vie politique en s'exilant au Nigeria.
23 mars : Goukouni Oueddei devient président du gouvernement d'union nationale de transition (GUNT)
29 avril : Lol Mahamat Choua devient le second président du gouvernement d'union nationale de transition.
3 septembre : Goukouni Oueddei devient président du gouvernement d'union nationale de transition
- mars 1980 à décembre 1980, guerre civile entre Hissène Habré et Goukouni Weddei appuyé par la Libye (guerre de neuf mois). Fuite d'Hissène Habré vers le Soudan.

- 1982

7 juin : prise du pouvoir par Hissène Habré.
- 1986

14 février : L'opération «Épervier»
- 1990

30 janvier : visite du pape Jean-Paul II.
1er décembre : prise du pouvoir (par un coup d'État) par le Mouvement patriotique du Salut d'Idriss Déby.
4 décembre : Idriss Déby devient président du Conseil d'État
- 1991

28 février : Idriss Déby devient président de la République.
- 1992

16 février : Assassinat extra-judiciaire du vice-président de la ligue Tchadienne des droits de l'homme Maitre Joseph Behidi.
- 1993

15 janvier-12 avril : conférence nationale souveraine.
4 août : massacre du village de Gniguilim.
22 octobre : assassinat du Colonel Abbas Koty.
- 1996

3 juillet : Idriss Déby est élu président pour un premier mandat. Les résultats des élections ont été contestés par bon nombre d'opposants.
16 août : Bichara Digui est retrouvé mort criblé de balles dans sa voiture. Le président Deby fut mis en cause.
- 1998

30 avril - 4 mai Première visite du guide libyen Khadafi, depuis presque 20 ans.
- 2001

20 mai : Idriss Déby est réélu  pour un deuxième mandat dès le premier tour.
28 mai : les six opposants au président Déby ont brièvement été interpellés, alors qu'ils se réunissaient au domicile de l'un d'entre eux, Saleh Kebzabo. Ils ont été libérés une demi-heure plus tard.
- 2003

17 juillet : Le Tchad devient producteur de pétrole.
11 septembre : Le Mouvement pour la démocratie et la justice au Tchad prend le contrôle de l'aéroport de Bardaï.
6 octobre : L'est du Tchad compte déjà 65 000 réfugies du Darfour.
25 octobre : Acheikh Ibn Omar, un homme d'affaires soudanais, est assassiné dans la capitale.
6 novembre : 8 personnes ont été exécutées par un peloton extra-judiciairement, pour le meurtre de l'homme d'affaires soudanais. C'est la première exécution capitale depuis 1991.
24 décembre : le Haut Commissariat des Nations unies pour les réfugiés estime à 100 000 le nombre de réfugiés soudanais dans l'Est du Tchad.
- 2004

16 mai : Une mutinerie d'une centaine de soldats de l'armée gouvernementale a débuté le 16 mai pour demander le paiement immédiat de leurs arriérés de salaire et protester contre la réorganisation de l'armée.
- 2005

23 décembre Le président Idriss Déby a accusé publiquement le président soudanais Omar el-Béchir de vouloir déstabiliser le Tchad.
- 2006

13 avril : Avec l'aide de la France, Idriss Déby réussit à stopper les rebelles des Forces unies pour le changement du capitaine Mahamat Nour Abdelkerim, aux portes de N'Djaména, après une bataille sanglante qui engendra des centaines de morts.
3 mai : Idriss Déby est réélu pour un troisième mandat. L'opposition appelait au boycott.
8 novembre : Une bataille tragique opposa des arabes au non-arabes dans le Sud-Est du pays, faisant un lourd bilan. Plus d'une centaine de morts, blessés, déplacés.
27 novembre : Les rebelles du RFC de Timan Erdimi ont pris le contrôle de la ville de Biltine, Tandis que ceux de l'Union des forces pour la démocratie et le développement ont pris la ville d'Abéché.
- 2007

24 février : Décès du premier ministre Pascal Yoadimnadji à  Paris
13 mars : L'ancien chef rebelle Mahamat Nour Abdelkerim est nommé au poste de ministre de la défense
25 octobre : Arrestation de neuf Français qui s'apprêtaient à quitter le Tchad par Avion en compagnie de 103 enfants dans le but de les faire adopter illégalement en France : L'Arche de Zoé.
- 2008

1er février : Éclatement de la Bataille de Massaguet.
2 février : Un commandement Militaire Uni, regroupant les forces rebelles du RFC de Timan Erdimi, de l'Union des forces pour la démocratie et le développement de Mahamat Nouri, le CNT de Hassan al-Djineidi font une percée dans la capitale, ils furent stoppés grâce à l'aide de la France et de la Libye. L'ANT (L'armée nationale Tchadienne) perd son chef d'état-major Daoud Soumain.
2009
1er mai : un violent combat oppose l'armée tchadienne au rebelle de l'UFR soutenu par le Soudan à  l'est du pays et qui s'est soldé par une centaine des morts des deux côtés.
2010
15 janvier : Signature d'un accord de normalisation des relations entre le Tchad et le Soudan, relation tumultueuse depuis 7ans. Les deux pays s'engagent à cesser d'apporter des soutiens à leurs rebelles respectifs. Le Soudan s'engage à mettre fin au soutien qu'il apporte aux rebelles tchadiens, le Tchad fait de même.
2011
25 avril : tenu de l'élection présidentielle, la quatrième depuis l'arrivée d'Idriss Déby au pouvoir. Élection remporté par le Président Idriss Deby avec un score de 88,26 % face à Nadji Madou et Pahimi Padacké Albert, élection boycotté par les autres opposants dont le chef de file de l'opposition Saleh Kebzabo .
2013
1er mai : Le Président Idriss Déby déjoue un coup d'état. Il y a eu plusieurs arrestations dont un député de l'opposition.
2014
4 septembre :  Adoption d'un nouveau code pénal. Principale changement de ce nouveau code pénal est l'abolition de la peine de mort et la criminalisation de l'homosexualité.
2015
11 juillet : Attentat-suicide au marché central de N'Djaména, perpétré par  un élément de Boko Haram, un homme déguisé en femme. Attentat qui fait près d'une centaine de blessés dont 15 mortellement.
21 juillet : Promulgation de l'ordonnance n 006/PR/2015 portant interdiction du mariage des enfants au Tchad. Celle-ci fixe l'âge minimum du mariage à 18 ans, le non-respect de cette condition conduit à des sanctions allant jusqu'à 10 ans d'emprisonnement ferme.
2016
13 février : Viol d'une lycéenne dénommé Zouhoura, par des fils des généraux proche du Président Idriss Deby. Deux jours après, le 15 février des manifestations éclatent dans la  capitale N'Djaména et dans d'autres villes du pays. Manifestations réprimés dans le sang.
10 avril : Les 5e élections présidentielles depuis l'arrivée d'Idriss Deby au pouvoir se sont tenues le 10 avril 2016. Ce dernier remporte celle-ci avec un score de  61,56% des voix au premier tour. Il est secondé par Saleh Kebzabo avec un score de 12,80% des voix.
2021 : tenue de l'Élection présidentielle tchadienne de 2021 et de l'Élections législatives tchadiennes de 2021.
Mort d'idriss Deby. Il decede de ses blessures à l'occasion d'un accrochage avec des rebelles. ( Version officielle). Son fils lui succède.
2024 :
6 mai : tenue de l'Élection présidentielle tchadienne de 2024.
29 décembre : tenue de l'Élections législatives tchadiennes de 2024.